# Meeri Bodelid
Meeri Annikki Bodelid, född Jaako 23 december 1943 i Kaulinranta i Övertorneå i Finland, är en svensk före detta elitidrottare i flera idrottsgrenar. Hon har vunnit svenska mästerskap i tre olika idrottsgrenar – längdskidåkning, cykel och maraton samt riksmästerskap i triathlon och duathlon.

## Biografi

### Bakgrund och skidor
Bodelid föddes på den finska sidan av Torne älv. Hon flyttade till Sverige vid 19 års ålder och
började som längdskidåkare. Hon deltog i OS 1972 och som reserv 1976 och 1980. Vid OS-tävlingarna 1972 (ett år då hon i klubbsammanhang representerade Boråsklubben IK Ymer) deltog hon i tre lopp. På 10 km slutade hon som 19:e tävlande (näst bästa svenska) och på 5 km som 33:a (tredje bästa svenska). I stafetten över 3x5 km körde hon startsträckan, i ett lopp där Sverige slutade på åttonde plats.
Hon deltog i tre VM i längdskidåkning, 1970, 1974 och 1978. Hon åkte totalt hem fyra individuella SM-guld i längdskidåkning.
1981 gjordes Vasaloppet för första gången sedan 1926 öppet för kvinnor. Bodelid kom där i mål som snabbaste kvinna, med åktiden 5.28.08 timmar. Hon var därmed den första kvinna som officiellt genomfört loppet sedan Margit Nordin 1923. Ett stort antal kvinnor i manliga namn och maskering hade dock under de 56 förbudsåren åkt Vasaloppet. Vid 1981 års vasalopp nådde Bodelid 411:e plats, och hon var i mål före drygt 9 000 manliga skidåkare.

### Cykel
Parallellt med karriären som skidåkare tävlade Meeri Bodelid även framgångsrikt som cyklist, med SM-guld både individuellt och i lag. 1971 och 1972 vann hon SM i lag tillsammans med lagkamraterna Elisabet Höglund och Monika Bengtsson i IK Ymer. 1975 vann hon SM individuellt.
1971 nådde Bodelid 17:e plats i det första cykel-VM som arrangerades för kvinnor.

### Övriga idrotter
På 1980-talet började Bodelid på allvar med långdistanslöpning, efter att hon 1981 hade avslutat sin elitsatsning på cykel. 1980 debuterade hon i Stockholm Marathon och fick en sluttid på 3 timmar och 9 minuter. Vid loppen 1982 och 1983 slutade hon på sjätte respektive femte plats. 1982 vann hon SM, tävlande för Högbo GIF.
Meeri Bodelid deltog också som arrangör av långlopp. Efter ett besök i amerikanska Boston, där hon deltog i tjejloppet Bunny Bell, lanserade hon den första svenska motsvarigheten Lady Lufsen.
Bodelid deltog i maraton World Cup i Seoul, Korea och för-OS 1987. Hon vann Lidingöloppet både 1986 och 1987. Meeri Bodelids satsning på deltagande i sommar-OS 1984 gick dock om intet, efter att hon inte lyckats bli uttagen i den svenska OS-truppen.
Under årtiondet tävlade Bodelid även framgångsrikt i både triathlon och duathlon. Hon genomförde 1983 sin första tävling i sporten och var vid den tiden en av triathlonpionjärerna i Sverige (första svenska tävling arrangerades i Uppsala 1983). Året efter vann hon RM (riksmästerskap) i triathlon. Uppgift finns även om att Bodelid (möjligen 1986) vunnit lagguld och individuellt brons i triathlon.

### Senare liv
Även vid sidan om spåret/banan var Meeri Bodelid ofta en pionjär. Hon utsågs till förbundskapten för Danmarks herrlandslag i längdskidåkning, som världens första kvinna på en sådan post.
I slutet av 1970-talet utbildade Bodelid sig till idrottslärare på GIH i Stockholm. 1989 blev hon diplomerad massageterapeut vid Axelsons Gymnastiska Institut. 1994–1998 utbildade hon sig till kiropraktor vid Skandinaviska Kiropraktorhögskolan i Solna kommun och är i dag legitimerad kiropraktor. Hon bor i Åkersberga.

## Utmärkelser
Bodelid tilldelades BT-plaketten av Borås Tidning 1970. Samma år mottog hon Boråsmedaljen för årets främsta idrottsprestation (av en idrottare med Boråsanknytning).
Meeri Bodelid har (fram till våren 2015) totalt prövat på 18 olika idrotter. Vikten av de medaljer hon vunnit är 46 kg.